# NGC 6004
NGC 6004 (другие обозначения — UGC 10056, MCG 3-40-51, ZWG 107.46, IRAS15481+1905, PGC 56166) — спиральная галактика с перемычкой (SBc) в созвездии Змея.
Этот объект входит в число перечисленных в оригинальной редакции «Нового общего каталога».